# Tato Grigalashvili
Tato Grigalashvili, né le 1er décembre 1999 à Gori, est un judoka géorgien évoluant dans la catégorie des moins de 81 kg.

## Biographie
Il a remporté la médaille d'or en catégorie des moins de 81 kg aux championnats du monde en 2022, 2023 et 2024 ainsi qu'aux championnats d'Europe en 2020, 2022 et 2024.

## Palmarès

### Compétitions internationales
| Année | Compétition           | Lieu        | Résultat | Catégorie      |
| ----- | --------------------- | ----------- | -------- | -------------- |
| 2020  | Championnats d'Europe | Prague      | 1er      | Moins de 81 kg |
| 2021  | Championnats du monde | Budapest    | 2e       | Moins de 81 kg |
| 2022  | Championnats d'Europe | Sofia       | 1er      | Moins de 81 kg |
| 2022  | Championnats du monde | Tachkent    | 1er      | Moins de 81 kg |
| 2023  | Championnats du monde | Doha        | 1er      | Moins de 81 kg |
| 2023  | Championnats d'Europe | Montpellier | 2e       | Moins de 81 kg |
| 2024  | Championnats d'Europe | Zagreb      | 1er      | Moins de 81 kg |
| 2024  | Championnats du monde | Abou Dabi   | 1er      | Moins de 81 kg |
| 2024  | Jeux olympiques       | Paris       | 2e       | Moins de 81 kg |
| 2025  | Championnats d'Europe | Podgorica   | 2e       | Moins de 81 kg |
| 2025  | Championnats du monde | Budapest    | 2e       | Moins de 81 kg |

### Masters mondial, Tournois Grand Chelem et Grand Prix
| Année | Compétition     | Lieu       | Résultat | Catégorie      |
| ----- | --------------- | ---------- | -------- | -------------- |
| 2018  | Grand Prix      | Antalya    | 3e       | Moins de 81 kg |
| 2019  | Grand Prix      | Tbilissi   | 3e       | Moins de 81 kg |
| 2019  | Grand Chelem    | Bakou      | 3e       | Moins de 81 kg |
| 2019  | Grand Prix      | Budapest   | 1er      | Moins de 81 kg |
| 2019  | Grand Prix      | Zagreb     | 3e       | Moins de 81 kg |
| 2020  | Grand Chelem    | Düsseldorf | 1er      | Moins de 81 kg |
| 2021  | Masters mondial | Doha       | 1er      | Moins de 81 kg |
| 2021  | Grand Chelem    | Tbilissi   | 3e       | Moins de 81 kg |
| 2021  | Grand Prix      | Zagreb     | 1er      | Moins de 81 kg |
| 2021  | Grand Chelem    | Paris      | 2e       | Moins de 81 kg |
| 2022  | Grand Chelem    | Paris      | 2e       | Moins de 81 kg |
| 2022  | Grand Chelem    | Tbilissi   | 2e       | Moins de 81 kg |
| 2022  | Grand Prix      | Zagreb     | 3e       | Moins de 81 kg |
| 2022  | Masters mondial | Jérusalem  | 1er      | Moins de 81 kg |
| 2023  | Grand Chelem    | Paris      | 1er      | Moins de 81 kg |
| 2023  | Masters mondial | Budapest   | 3e       | Moins de 81 kg |
| 2025  | Grand Prix      | Linz       | 2e       | Moins de 90 kg |